# Adonaj
Adonaj är en hebreisk tilltalsform, "Min herre!", och brukas i Gamla Testamentet om Gud som Israels Herre. Enligt judisk tradition byter man vid skriftläsning ut det förbjudna gudsnamnet JHVH mot Adonaj.
Det hebreiska språket skrevs, som ordet jhvh visar, från början med enbart konsonanter. När texten sedan skriftligen vokaliserades, vilket skedde genom att bifoga punkter och streck över och under konsonanterna, försågs jhvh för att påminna om den övliga läsningen, med vokalerna från Adonaj, varvid dock den första bokstaven, som är en s. k. halvvokal, förvandlades till kort e. Där stod faktiskt sedan Jehova, även om det lästes Adonaj.
Inom kristenheten missförstod man saken och läste därför ända fram till våra dagar Gamla Testamentets gudsnamn som Jehova istället för Jahve.